# Schitu, Giurgiu
Schitu là một xã thuộc hạt Giurgiu, România. Dân số thời điểm năm 2002 là 2262 người.